# クレオ・コイル
クレオ・コイル(Cleo Coyle)は、アメリカ合衆国の推理作家。 マーク・セラシーニ(Marc Cerasini)とアリス・アルフォンシ(Alice Alfonsi)の夫婦合作のペンネーム。
両者ともペンシルベニア州ピッツバーグ生まれ。別ペンネームに、アリス・キンバリー(Alice Kimberly)。
アリスはカーネギー・メロン大学を卒業、ニューヨークでジャーナリスト兼作家として働く。
マークはオハイオ大学を卒業、同じくニューヨークで雑誌編集者、評論家兼作家として働く。
マンハッタンで知り合った二人はラスベガスで結婚。ニューヨークに在住し、マンハッタンの架空のコーヒーショップ「ビレッジブレンド」のマネージャー、クレアを主人公としたコージー・ミステリ「コクと深みの名推理」シリーズを執筆し続けている。
それぞれの単独作品として、アリスはNBCのソープオペラ（昼メロ）「Passions」の小説版「Hidden Passions」のゴーストライターを務め、同作はニューヨーク・タイムズ紙の2001年度フィクション・ベストセラーランキングで7週連続一位を獲得した。また、マークは人気テレビドラマ「24 -TWENTY FOUR-」のジャック・バウアーを主人公としたオリジナル小説4編、マーベル・コミック「X-メン」の人気キャラクター、ウルヴァリンを主人公としたオリジナル小説2編（「Wolverine: Weapon X」、「Wolverine: Violent Tendencies 」）などを発表している。

## 著作リスト

### クレオ・コイル名義
- コクと深みの名推理シリーズ　Coffeehouse Mystery　（訳：小川敏子、ランダムハウス講談社文庫→原書房コージーブックス）

1. 名探偵のコーヒーのいれ方 On What Grounds　ISBN 978-4270100622
2. 事件の後はカプチーノ Through the Grinder　ISBN 978-4270100936
3. 秋のカフェ・ラテ事件 Latte Trouble　ISBN 978-4270101278
4. 危ない夏のコーヒー・カクテル Murder Most Frothy　ISBN 978-4270101735
5. 秘密の多いコーヒー豆 Decaffeinated Corpse　ISBN 978-4270102497
6. コーヒーのない四つ星レストラン　French Pressed　ISBN 978-4270102923
7. エスプレッソと不機嫌な花嫁　Espresso Shot　ISBN 978-4270103326
8. クリスマス・ラテのお別れ　Holiday Grind　ISBN 978-4270103692
9. 深煎りローストはやけどのもと　Roast Mortem　ISBN 978-4270103968
10. モカマジックの誘惑 Murder by Mocha　ISBN 978-4270104293
11. 謎を運ぶコーヒー・マフィン　A Brew to a Kill　ISBN 978-4562060252
12. 聖夜の罪はカラメル・ラテ　Holiday Buzz　ISBN 978-4562060344
13. 億万長者の究極ブレンド Billionaire Blend　ISBN 978-4562060436
14. 眠れる森の美女にコーヒーを Once Upon A Grinde　ISBN 978-4562060559
15. 大統領令嬢のコーヒーブレイク Dead to the Last Drop ISBN 978-4562060726
16. 沈没船のコーヒーダイヤモンド　Dead Cold Brew ISBN 978-4562060863
17. ほろ苦いラテは恋の罠　Shot In the Dark ISBN 978-4562060979
18. コーヒー・ケーキに消えた誓い  Brewed Awakening ISBN 978-4562061082
19. ハニー・ラテと女王の危機  Honey Roasted ISBN 978-4562061242
20. No Roast For the Weary

### アリス・キンバリー名義
- ミステリ書店シリーズ（訳：新井ひろみ、ランダムハウス講談社文庫）
  - 幽霊探偵からのメッセージ　The Ghost and Mrs. McClure (2004)
  - 幽霊探偵の五セント硬貨　The Ghost and the Dead Deb (2005)
  - 幽霊探偵とポーの呪い　The Ghost and the Dead Man's Library (2006)
  - 幽霊探偵と銀幕のヒロイン　The Ghost and the Femme Fatale (2008)
  - The Ghost and the Haunted Mansion (2009)

### マーク・セラシーニ単著
- 24 CTU機密記録OP・ヘルゲート（上・下）24 Declassified: Operation Hell Gate （竹書房文庫）
  - 24―CTU機密解除記録 ヘルゲート作戦（上・下）（英知文庫）
- 24 CTU機密記録 天国の門（上・下）24 Declassified: Collateral Damage（竹書房文庫）
- 24 CTU機密記録 消失点（上・下）24 Declassified: Vanishing Point（竹書房文庫）
- 24―CTU機密解除記録 トロイの木馬（上・下）24 Declassified: Trojan Horse（英知文庫）
- 24―CTU／テロ対策ユニットの真実（角川書店）
- エイリアンVSプレデター（竹書房文庫）
- シンデレラマン（竹書房文庫）
- Wolverine: Weapon X
- Wolverine: Violent Tendencies